# Petxenegui
Petxenegui (en rus: Печенеги) és un poble de l'óblast de Kírov, a Rússia, segons el cens del 2010 tenia 10. Pertany al districte d'Arbaj.